# Швецова-Водка Галина Миколаївна
Галина Миколаївна Швецова-Водка (нар. 1 грудня 1943, Анаш, Новоселівський район, Красноярський край, РРФСР — 1 травня 2023, Рівне) — вчений у галузі бібліографознавства, книгознавства, документознавства, доктор історичних наук (2002), професор (2005) кафедри бібліотекознавства і бібліографії Рівненського державного гуманітарного університету.

## Біографічні відомості
Народилася 1 грудня 1943 року в селі Анаш Новоселівського району Красноярського краю. Батько — Водка Микола Васильович, військовослужбовець, мати — Водка Ніна Іванівна, медсестра.
- З 1961 по 1962 — лаборант хімкабінету, бібліотекар Кизил-Мажаликської школи Барун-Хемчикського райвідділу народної освіти.
- З 1962 по 1966 — студентка Східно-Сибірського державного інституту культури (Улан-Уде).
- З 1966 по 1967 — викладач кафедри бібліографії Східно-Сибірського державного інституту культури.
- З 1967 по 1971 — аспірантка кафедри бібліографії Ленінградського державного інституту культури.
- З 1971 по 1974 — викладач кафедри бібліографії Східно-Сибірського державного інституту культури.
- У 1972 — присуджено вчений ступінь кандидата педагогічних наук.
- З 1974 по 1979 — доцент кафедри бібліографії Східно-Сибірського державного інституту культури.
- З 1979 по 1987 — доцент кафедри бібліографознавства Рівненського державного інституту культури.
- З 1987 по 1990 — завідувач кафедри бібліографознавства Рівненського державного інституту культури.
- З 1990 по 1992 — старший науковий співробітник Рівненського державного інституту культури.
- З 1992 по 1993 — завідувач кафедри бібліографознавства
- У 1994 — нагороджена дипломом лауреата вузівської премії імені Мелетія Смотрицького «за вагомі здобутки у навчально-методичній роботі».
- З 1995 по 1998 — професор кафедри бібліографознавства Рівненського державного інституту культури.
- З 1999 по теперішній час — професор кафедри бібліотекознавства і бібліографії Рівненського державного гуманітарного університету.

У 1975 році одружилася з Швецовим Володимиром Івановичем. Має сина.

## Коло наукових зацікавлень
Бібліографознавство, бібліотекознавство, книгознавство, документознавство, документологія. Основна тема наукових досліджень: типологія документа як об'єкта бібліографії. Досліджувала також історію критико-бібліографічної періодики 20-х рр. ХХ ст., інші питання теорії, історії та практики бібліографії.

## Науковий доробок
Опубліковано понад 260 наукових, навчальних та навчально-методичних праць, у тому числі 2 монографії та 10 посібників:
- Документ і книга в системі соціальних комунікацій. Рівне, 2001;
- Документ в свете ноокоммуникологии. Москва, 2010;
- Загальне бібліографознавство: основи теорії бібліографії". Рівне, 1995;
- Бібліографічні ресурси України. Рівне, 2000;
- Вступ до бібліографознавства. Київ, 2004;
- Документознавство. Київ, 2007
- Общая теория документа и книги. Киев — Москва, 2009;
- Документознавство: словник-довідник термінів і понять. Київ, 2011;
- Загальна теорія документа і книги. Київ, 2014.